# Саутмејд (Тексас)
Саутмејд (енгл. Southmayd) град је у америчкој савезној држави Тексас. По попису становништва из 2010. у њему је живело 992 становника.

## Демографија
Према попису становништва из 2010. у граду је живело 992 становника, што је 0 (0,0%) становника више него 2000. године.
| Група             | 2000.       | 2010.       |
| Белци             | 891 (89,8%) | 851 (85,8%) |
| Афроамериканци    | 16 (1,6%)   | 10 (1,0%)   |
| Азијати           | 3 (0,3%)    | 8 (0,8%)    |
| Хиспаноамериканци | 27 (2,7%)   | 94 (9,5%)   |
| Укупно            | 992         | 992         |